# Robinia ambigua
Hybride
Robinia ×ambigua est une espèce de plantes à fleurs de la famille des Fabaceae. C'est un hybride naturel d’arbres d'ornement aux fleurs rose clair entre Robinia pseudoacacia et Robinia viscosa.